# Paramount Media Networks
Paramount Media Networks (wcześniej: MTV Networks, Viacom Media Networks, ViacomCBS Domestic Media Networks) – korporacja mediowa należąca do amerykańskiego koncernu Paramount Global. Założona została w 1984 roku po tym, gdy Warner Communications i American Express połączyły się w Warner-Amex Satellite Entertainment. Postanowiono wtedy część poświęconą telewizji kablowej oddzielić, i wtedy utworzono Viacom Media Networks.
Viacom Media Networks odpowiedzialna jest za szereg mediowych projektów. W tym za MTV i jej liczne kanały: VH1, CMT, Comedy Central, Nickelodeon, Nick Jr. oraz Paramount Channel.
Internet
W internecie ViacomCBS Domestic Media Networks odpowiada za:
- Atom Films
- Atom Entertainment
- Neopets
- iFilm
- GameTrailers
- Quizilla
- GoCityKids
- Shockwave.com